# Рика (приток Кухвы)
Рика (устар. Рыка; латыш. Rika, латг. Reika) — река на востоке Латвии. Левый приток Кухвы. Протекает по территории Лаздулейской волости Балвского края, а также Медневской и Шкилбенской волостей Вилякского края.
Длина реки составляет 38 (30) км, площадь водосборного бассейна — 129,8 (136) км².

## Гидрография
Берёт начало из северной части болотного озера Орловас (латыш. Orlovas ezers) на высоте 130,3 м. Первые 13 км от истока течёт преимущественно на северо-восток. В трёх километрах от истока Рику пересекает региональная автодорога P46 (Дублева — Церпене). Около села Лиепусала (латыш. Liepusala) пересекает границу Лаздулейской и Шкилбенской волостей, а от села Логина до села Леястачи (латыш. Lejastači) течёт по границе Медневской и Шкилбенской волостей. Возле Леястачи поворачивает на юг и течёт в этом направлении до села Порскова (латыш. Porskova), севернее которого в Рику впадает правый приток — Стиглова. У села Чилипина (латыш. Čilipīne) реку пересекает ещё одна региональная автодорога P45 (Виляка — Карсава), также в этом месте течение меняет направление на северо-восток. От НП Шкилбены (латыш. Šķilbēni) до Николаевки (латыш. Nikolajevka) течёт на восток, затем поворачивает и до устья преобладающим становится северо-восточное направление течения. Впадает в Кухву по левой стороне в 63 км от её устья, на высоте 81,4 м над уровнем моря, между селами Бахарева (латыш. Bākarova) и Баровка (латыш. Borovka).
| Название                   | Сторона впадения | Длина | Бассейн  | Координаты устья                |
| -------------------------- | ---------------- | ----- | -------- | ------------------------------- |
| Стиглова (латыш. Stiglova) | правая           | 7 км  | 28,6 км² | 57°02′18″ с. ш. 27°35′51″ в. д. |

## Населённые пункты
У реки расположены следующие населённые пункты (от истока к устью): Плешева, Буртниеки, Айзупе, Пурлава, Лоздова, Авикши, Зобукалнс, Грива, Лиепусала, Габачева, Логина, Леястачи, Вилкова, Лемешево, Саутине, Порскова, Чилипина, Рекава, Пексино, Шкилбены, Приселово, Рогулева, Чербакова, Супретка, Николаевка, Зогади, Кубулава, Баровка, Бахарева.